# Tétéma festonné
Chamaeza turdina
Espèce
Statut de conservation UICN

 LC  : Préoccupation mineure
Le Tétéma festonné (Chamaeza turdina) est une espèce de passereau placée dans la famille des Formicariidae.

## Sous-espèces
Cet oiseau est représenté par 2 sous-espèces.
- Chamaeza turdina turdina : Andes de Colombie (nord du département de Magdalena et vallées du centre du département de Cauca) ;
- Chamaeza turdina chionogaster Hellmayr, 1906 : montagnes du nord du Venezuela (cordillère de la Costa).